# Jonathan Pie

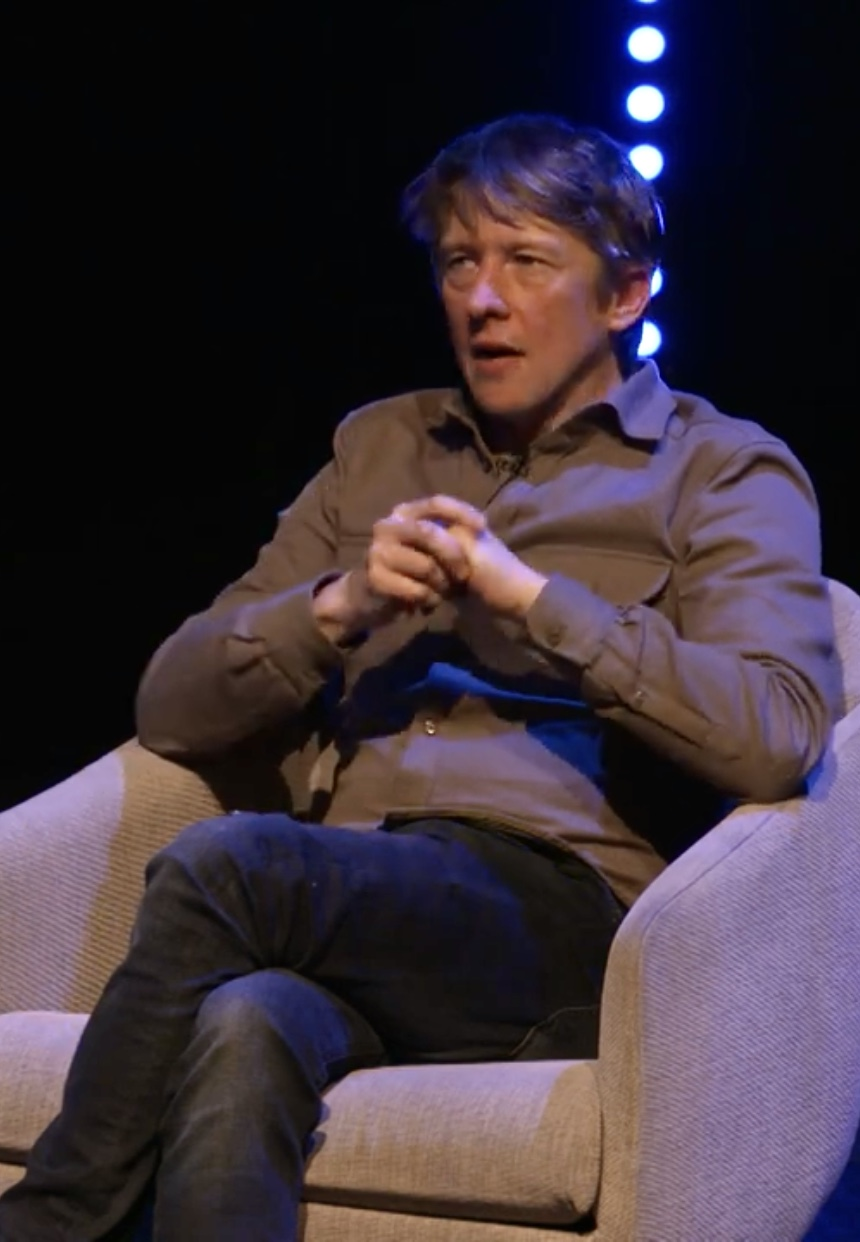
Jonathan Pie im Dezember 2022

Jonathan Pie ist ein fiktiver britischer Journalist und das Alter Ego des englischen Schauspielers und Comedians Tom Walker. Jonathan Pie erschien erstmals im September 2015 auf einem gleichnamigen YouTube-Kanal und wird über Social Media verbreitet. International bekannt wurde Pie durch ein Video mit einer Wutrede nach der Wahl Donald Trumps zum US-Präsidenten, das unter anderem durch einen Artikel in der Huffington Post schnell eine hohe Verbreitung im Internet erlangte.
Pie betreibt Satire, ähnlich einem Kabarett. Darin stellt Pie einen britischen Reporter dar, der sich in Drehpausen wütend und fluchend über Politik und Medien auslässt. Da die Aufnahmen Outtakes darstellen, richtet sich Pie nicht direkt an den Zuschauer, sondern an seinen Produzenten Tim. Das Format erzielt seine Wirkung, indem die Rolle des Journalisten mit der ungefilterten Meinung als Privatperson kontrastiert wird.
Nach seinem ersten Auftritt kurz nach der Wahl von Jeremy Corbyn als Oppositionsführer im britischen Parlament erhielt er diverse Anfragen verschiedener Medienunternehmen, eine davon war der Fernsehsender RT, mit denen er bis zum Juli 2016 zusammenarbeitete.
Inzwischen gibt Jonathan Pie Live-Auftritte, für die er größtenteils sehr positiv rezensiert wurde. Unter anderem wird Pie mit dem britisch-US-amerikanischen Satiriker John Oliver verglichen.
Seit 2023 existiert unter dem Namen Call Jonathan Pie ein von BBC Radio 4 produzierter Podcast, in dem Pie in die Rolle eines Radiomoderators schlüpft und die Anrufe von fiktiven Zuhörern annimmt.